# Vaarwater naar Oostmahorn
Het Vaarwater naar Oostmahorn is een vaarwater dat onderdeel uitmaakt van het Lauwersmeer.
Het Vaarwater begint op de plek waar de Slenk van het Reitdiep en het Dokkumerdiep (Fries: Dokkumer Djip) samenkomen en dus niet, zoals de naam doet vermoeden, in de haven van Oostmahorn. Het eindigt in de schutsluis de Robbengatsluis van Lauwersoog, waar het overgaat in de Veerhaven.
Het vaarwater is betond met niet verlichte boeien die gecodeerd zijn van VO 1 tot en met VO 26−B 13 . Daarnaast (letterlijk) ligt er oostwaarts nog recreatiebetonning (sparboei, rood/wit repeterend met rode cilinder) met de naam VOR 2 tot en met VOR 14. 
Ten oosten van een ondiepte in het meer bevindt zich een tweede vaarroute die bekendstaat als het Vaarwater langs de Zuidelijke Lob. Het Balstiengat is voorzien van betonning, gecodeerd van B 1 tot en met VO 26−B 13 (alleen oneven, groene boeien), in combinatie met de rode sparboeien BTGR 2 t/m BTGR 20. 
Het midden van het vaarwater komt nagenoeg overeen met de grens tussen de provincies Groninger  en Friesland.
De beide vaarwaters hebben nog enkele zijtakken (voormalige prielen):
aan de Groninger oostzijde
- het Oude Robbengat, dat via het Stopersgat in verbinding staat met de Slenk
  - met als zijtak het Balstiengat
- het Hoornse Gat (niet toegankelijk voor de beroeps- en pleziervaart)
- Achter de Zwarten (niet toegankelijk), staat in verbinding met het Hoornse Gat
- het Nieuwe Robbengat

aan de Friese westzijde
- het Bochtje (niet toegankelijk), dat in verbinding staat met de Raskes
- de Veerhaven van Oostmahorn
- het Bootsgat, de jachthaven van Oostmahorn
- de Banthaven (waar de N361 aan de zeedijk komt)